# Burrhus Frederic Skinner
Burrhus Frederic Skinner, B.F. Skinner (ur. 20 marca 1904 w Susquehanna, zm. 18 sierpnia 1990 w Cambridge) – amerykański psycholog, jeden z twórców i najważniejszych przedstawicieli behawioryzmu, rozwijał teorię warunkowania instrumentalnego. Stworzył paradygmat badawczy znany jako eksperymentalna analiza zachowania.

## Życiorys
Studia dyplomowe odbywał w Hamilton College, jako specjalizację wybrał anglistykę. Chciał zostać pisarzem. Po powrocie do domu i niepowodzeniach pisarskich zrezygnował z wcześniej obranego kierunku. Wstąpił wtedy na Harvard University, gdzie zajmował się psychologią. Na uniwersytecie miał możliwość spotkania wielu wpływowych w psychologii ludzi, jak m.in. E.G. Boring, Carroll Pratt, Henry A. Murray, za żadnym z nich jednak nie podążył. Bardzo ważne z kolei były dla niego kontakty z Fredem Kellerem oraz wybitnym biologiem eksperymentalnym W.J. Crozierem. W 1931 roku Skinner uzyskał tytuł doktora filozofii. Zaczął wtedy trwającą 5 lat pracę w laboratorium Croziera. Uzyskał tytuł „Młodszego Członka Kolegium” (Junior Fellow).
W 1936 roku objął stanowisko akademickie na Uniwersytecie Minnesota. Przebywał tam 9 lat, swoją pracą naukową zapewniając sobie miejsce wśród największych psychologów XX wieku. W międzyczasie napisał powieść Walden two.
Następnie przez krótki okres przebywał na Uniwersytecie Indiana, po czym na stałe powrócił do Harvardu. W tym czasie Skinner otrzymał wiele wyróżnień i nagród, m.in. specjalną nagrodę naukową Amerykańskiego Towarzystwa Psychologicznego (Distinguished Scientific Award), został członkiem Narodowej Akademii Nauk, pełnił funkcję wykładowcy w katedrze Williama Jamesa na Uniwersytecie Harvarda. Jest on jednym z trzech przedstawicieli nauk behawioralnych, którzy zostali wyróżnieni Prezydenckim Medalem Nauki (President’s Medal of Science).

## Poglądy
Był zafascynowany fizyką. Nie negował istnienia stanów mentalnych; uważał jednak, że badanie ich nie jest epistemicznie użyteczne.
Zdaniem Skinnera przyczyn ludzkiego zachowania nie należy szukać w osobowości człowieka, lecz w środowisku zewnętrznym. Przekonanie to oparte było na przesłance mówiącej, iż nie sposób badać treści umysłu w sposób obiektywny, zgodny ze standardami metodologii naukowych. Warunek obiektywizmu może być spełniony w przypadku, gdy przedmiotem naszych badań będzie nie treść osobowości, lecz zachowanie.
Zgodnie z klasyczną definicją, psychologia jest dyscypliną naukową badającą psychikę i zachowanie. Skinner postulował zredukowanie definicji psychologii jedynie do badań nad zachowaniem, odrzucając jednocześnie wszystkie nurty psychologiczne, uznające za zasadne badania nad osobowością. Uważał, że zachowania zwierząt (również człowieka) są efektem ich warunkowania (w środowisku życia lub w warunkach laboratoryjnych; zob. eksperymentalna analiza zachowania, psychologia eksperymentalna, warunkowanie instrumentalne, klatka Skinnera). Stwierdził, że ludzka wolna wola nie istnieje – człowiek może być uważany za „operatora”, realizującego program przekazany mu w procesie warunkowania.
Konsekwencją tych założeń było stwierdzenie, że dobre społeczeństwo (dobre stosunki społeczne, silne więzi społeczne) jest oparte na różnego rodzaju nagrodach (wzmocnienie pozytywne), a nie karach. Najskuteczniejsze jego zdaniem okazało się nagradzanie w zmiennych proporcjach i w zmiennych odstępach czasowych. Za pomocą warunkowania instrumentalnego pragnął stworzyć idealne społeczeństwo.

## Publikacje
- 1938: The behavior of organisms (polskie wyd. Zachowanie się organizmów, 1995)
- 1948: Walden two (powieść)
- 1953: Science and human behavior
- 1957: Verbal behavior
- 1961: Cumulative record (zbiór artykułów)
- 1968: The technology of teaching
- 1969: Contingencies of reinforcement
- 1971: Beyond freedom and dignity (polskie wyd. Poza wolnością i godnością[1], 1978)
- 1974: About behaviorism (polskie wyd. Behawioryzm, 2013)
- 1976: Particular of my life